# Tun de munte calibru 76 mm model 1982
Tunul de munte de calibrul 76 mm, model 1982, este un obuzier ușor destinat subunităților de artilerie ale brigăzilor de vânători de munte și infanterie marină care acționează în teren muntos-împădurit sau în zone greu accesibile. Tunul de munte are la bază modelul iugoslav M48 (B-1), poreclit "Tito", documentația tehnică fiind adaptată conform nevoilor armatei române la UM 01434 Sibiu (fosta Bază de reparații a Comandamentului Artileriei de la Sibiu).

## Utilizatori
- România - în dotarea unităților de vânători de munte și infanterie marină.